# Pierwiastek promieniotwórczy
Pierwiastki promieniotwórcze – pierwiastki chemiczne ulegające samorzutnym rozpadom promieniotwórczym w wyniku niekorzystnej liczby neutronów względem liczby protonów w ich jądrach atomowych. Najczęściej tego terminu używa się w stosunku do pierwiastków posiadających izotopy o krótkim okresie połowicznego rozpadu, a więc charakteryzujących się poziomem promieniotwórczości mającym zauważalny wpływ na otoczenie. Naturalne pierwiastki o znaczącej promieniotwórczości znajdują się w 6 i 7 okresie układu okresowego (od talu do uranu). Poza tą grupą występują naturalne izotopy o słabej aktywności promieniotwórczej, których czas połowicznego rozpadu jest dłuższy niż miliard lat, np. 40K (0,01% zawartości wśród wszystkich izotopów potasu), 87Rb (28%), 115In (96%) lub 138La (0,1%). Poza pierwiastkami naturalnymi znane są pierwiastki sztuczne (niewystępujące naturalnie na Ziemi), z których wszystkie są pierwiastkami promieniotwórczymi.
Jądra naturalnych pierwiastków promieniotwórczych ulegają kolejnym rozpadom według tzw. szeregów promieniotwórczych, kończących się na ołowiu lub bizmucie.

## Wydobycie rud pierwiastków promieniotwórczych w Polsce
W polskich aktach prawnych, włącznie z Prawem geologicznym i górniczym, nie ma definicji pierwiastka promieniotwórczego. Złoża rud pierwiastków promieniotwórczych stanowią własność górniczą, do której prawo ma Skarb Państwa. Wydanie koncesji na poszukiwanie, rozpoznanie, wydobywanie rud pierwiastków promieniotwórczych lub składowanie odpadów promieniotwórczych wymaga uprzedniego zaopiniowania przez Prezesa Państwowej Agencji Atomistyki.